# فريدي كورييل
فريدي كورييل (بالإنجليزية: Freddy Curiel)‏ مواليد 11 نوفمبر 1974 في جمهورية الدومينيكان، هو ملاكم أمريكي يصنف ضمن فئة وزن الوسط.

## إحصائيات
خاض خلال مسيرته 23 نزالا، فاز في 18 وتعادل في 2 وخسر في 6. فاز بالضربة القاضية في 8 نزالا.

## روابط خارجية
- فريدي كورييل على موقع بوكس ريك (الإنجليزية) (registration required)